# Pierce Arrow (vrachtwagenmerk)
Pierce Arrow is een voormalig vrachtwagenmerk uit New York.
Pierce Arrow werd opgericht in 1910, en was een van de eerste vrachtwagenfabrikanten die gebruik maakte van kettingaandrijving. De vrachtwagens die door Pierce Arrow werden geproduceerd, werden ontworpen door John Younger. Tijdens de Eerste Wereldoorlog maakte Pierce Arrow veel voertuigen voor het leger. Na de Eerste Wereldoorlog werd het bedrijf overgenomen door Studebaker.

## Modellen
- (1910) een bakwagen met 5 ton laadvermogen.
- (1914) X-2, een bakwagen met 2 ton laadvermogen.
- (1915) een bakwagen met 4 ton laadvermogen.